# Argentino Vainikoff
Isaac Argentino Vainikoff (Buenos Aires, 27 de septiembre de 1910 – Ib., 15 de noviembre de 2003) fue un empresario de cine creador del Cine Cosmos y difusor del cine-arte en la Argentina, en especial del proveniente de la Unión Soviética. 

## Su relación con el cine
Desde su juventud le atrajeron las películas europeas que se exhibían fuera de los habituales circuitos comerciales. En 1937 se hizo cargo de la agencia local de la distribuidora Radium Films –que a partir de 1940 se llamó la distribuidora Artkino, que quiere decir "cine arte"–, y a través de ella fue haciendo conocer al público de Buenos Aires los filmes más importantes de los realizadores soviéticos y alemanes.
En 1940 el empresario cinematográfico Pablo Coll, dueño del Cine Monumental, instaló una nueva sala llamada Cine Mundial en la Avenida Corrientes al 900, destinada a pasar cortometrajes y documentales al estilo de lo que ya hacían el cine Novedades, de la calle Florida, del que también era propietario, y el cine Porteño, que estaba ubicado junto al Teatro Ópera. Aprovechando que el nuevo cine no recibía público, Vainikoff, que en su trato comercial utilizaba el apellido Lamas, le ofrece filmes soviéticos el empresario que, en principio, las rechazó por el mal resultado que habían tenido hasta el momento los filmes mudos de ese origen, pero que terminó por aceptar. Fue así que exhibió Rusia en armas, cuyo título en ruso es Si mañana llega la guerra y, favorecida por los sucesos de la época –era el comienzo de la Segunda Guerra Mundial– tuvo gran éxito de público.
Al producirse el golpe de Estado de 1943, empezó a tener problemas para exhibir películas soviéticas con los militares que dirigían la Dirección General de Espectáculos y en 1944 pasó cuatro meses detenido sin proceso en la cárcel de Villa Devoto; a través de un hermano odontólogo logró que tanto Juan Domingo Perón como Alberto Tessaire se interesaran por su libertad. Cuando fue liberado, se exilió a Chile. En el ínterin, el empresario Coll recibió amenazas y desistió de seguir con las películas soviéticas en el Cine Mundial pero, en compensación, inauguró el nuevo cine llamado Iguazú, en la calle Lavalle con el estreno del filme soviético Arco iris.
En 1947 Raúl Apold, subsecretario de Informaciones en el gobierno de Perón, prohibió las películas rusas y a la distribuidora Artkino. Vainikoff relató que fue a ver a Eva Perón, que había visto sus filmes, para que se levantara la prohibición; agregó que la primera dama le pidió el filme En las arenas del circo –que se dio en el Obelisco ante unas cien mil personas–, pero que pese a su promesa continuó prohibido. Vainikoff continuó relatando que en 1951 lo fue a ver a Perón junto al secretario político de la Presidencia, Martín Carlos Martínez, y el presidente levantó la prohibición en contra de la opinión de Apold.

## El cine Cosmos
Su pasión por esas películas que mostraban un séptimo arte diferente y descubrían a directores de enorme prestigio en sus respectivos países le hizo adquirir en 1956 el cine Cataluña, ubicado en Corrientes al 2000, una sala que exhibía 3 o 4 películas, con precios populares; durante unos meses trabajó con la programación de las salas de Clemente Lococo, el Opera y otras, hasta que estrenó la película checoslovaca La tienda de la Calle Mayor (1965), que estuvo en cartel más de veinte semanas. 
Desde esa pantalla presentó exitosos ciclos que abarcaban tanto películas mudas como sonoras; fue así que muchos espectadores asistieron a las primeras exhibiciones en la Argentina de títulos tan emblemáticos como El acorazado Potemkin, La madre o Cuando pasan las cigüeñas, entre otros, y para descubrir nuevos films que posteriormente ingresaron en la lista de los más recordados de la historia del cine universal. La sala, que en 1966 cambió su nombre por el de Cosmos 70, se convirtió en una sala de arte que estuvo siempre a la vanguardia en materia de obras procedentes de los más alejados y exóticos países. Entre 1987 y 1997 el cine cerró mientras se reformaba la enorme sala para dar lugar a un moderno complejo por el que continuaron desfilando títulos de enorme gravitación internacional. El Cosmos quedó posteriormente a cargo de los dos hijos de Vainikoff, Luis y Susana, pero él, a pesar de sus problemas de salud, prosiguió asistiendo a esa sala. 
Vainikoff afirmaba que ni él ni su cine tenían una vinculación orgánica con el Partido Comunista (Argentina). Sobre Apold contaba que en ocasión del Primer Festival del Cine de Mar del Plata en 1954 solicitó que viniera una delegación del cine soviético, entre los cuales estuvo David Oistraj, que dio un concierto en la residencia de Perón, y que al Secretario de Prensa “se le humedecían los ojos. Era un hombre culto. Uno pensaba: estos nazis no se conmueven torturando y se emocionan escuchando una partitura musical.”
Isaac Argentino Vainikoff falleció el 15 de noviembre de 2003 y sus restos de fueron cremados en el cementerio de San Martín. El cine Cosmos cerró sus puertas en 2009 y fue adquirido por la Universidad de Buenos Aires y, rebautizada como Cosmos-UBA se ha convertido en un espacio de difusión del cine independiente.